# Antiplanes isaotakii
Antiplanes isaotakii é uma espécie de gastrópode do gênero Antiplanes, pertencente a família Pseudomelatomidae.